# سرویس امنیت ملی جمهوری ارمنستان
سرویس امنیت ملی ارمنستان (ارمنی: Հայաստանի Հանրապետության Ազգային Անվտանգության Ծառայություն) یک سازمان دولتی جمهوری ارمنستان می‌باشد که مسئولیت تأمین امنیتی و اطلاعاتی ملی این کشور را برعهده دارد. این سازمان در سال ۱۹۹۲ تشکیل شده‌است. ریاست فعلی آن بر عهده آرمن آبازیان می‌باشد.